# Robert McLaughlin Gallery
Die Robert McLaughlin Gallery (RMG) ist ein öffentliches Kunstmuseum in Oshawa, Ontario, Kanada. Es wurde 1967 gegründet und ist die größte Kunstgalerie in der Region Durham. Das Gebäude wurde von dem bekannten kanadischen Architekten Arthur Erickson entworfen und verfügt über eine Ausstellungsfläche von rund 11.000 Quadratmetern. Benannt ist die Galerie nach Robert McLaughlin, dem Gründer der McLaughlin Carriage Company, einer historischen Industrieikone der Region.

## Geschichte
Die Galerie wurde auf Initiative lokaler Künstler und Bürger gegründet. 1987 zog sie in ein größeres, modernes Gebäude um, um den wachsenden Anforderungen gerecht zu werden. Neben Ausstellungen unterstützt die Galerie Kunstvermittlungsprogramme und fördert die regionale Kunstszene. Unter der Leitung verschiedener Direktoren, darunter Joan Murray (1974–1999), hat die RMG kontinuierlich kanadische Kunst gefördert.

## Sammlung

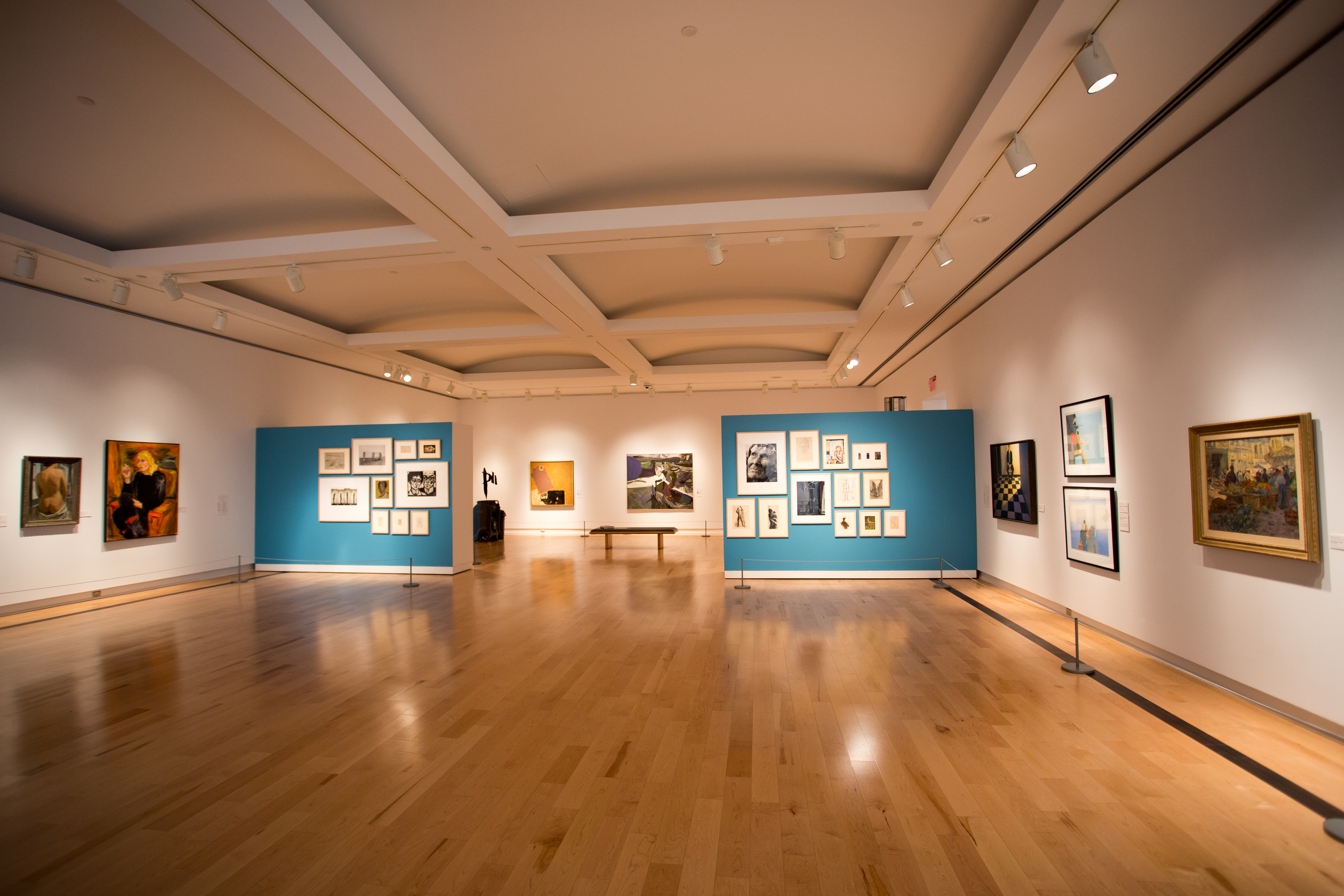
Ausstellungssaal in der Robert McLaughlin Gallery

Die Robert McLaughlin Gallery besitzt mehr als 4500 Kunstwerke mit Schwerpunkt auf moderner und zeitgenössischer kanadischer Kunst. Ein besonderer Schwerpunkt liegt auf der 1953 in Oshawa gegründeten Gruppe Painters Eleven, die als eine der wichtigsten Bewegungen der kanadischen abstrakten Malerei gilt. Painters Eleven (P11) kann als das erste abstrakte Künstlerkollektiv Kanadas bezeichnet werden. Das Gruppe wurde 1953 in der Hütte der Künstlerin Alexandra Luke an der Grenze zwischen Oshawa und Whitby gegründet. Ihre Verbindung zu abstrakter Kunst, unter anderem durch ihr Studium bei Hans Hofmann, prägt die Ausrichtung der Galerie. Zu den Mitgliedern gehörten Jack Bush, Oscar Cahén, Hortense Gordon, Tom Hodgson, Alexandra Luke, J.W.G. ("Jock") Macdonald, Ray Mead, Kazuo Nakamura, William Ronald, Harold Town und Walter Yarwood. Der Name "Painters Eleven" wurde von Harold Town vorgeschlagen, möglicherweise als Anspielung auf die berühmte kanadische Künstlergruppe Group of Seven.
Die Sammlung der Robert McLaughlin Gallery entstand 1967, als Alexandra Luke 37 Werke aus ihrer Privatsammlung stiftete, darunter Werke aller Mitglieder von P11. Heute umfasst die Sammlung der Robert McLaughlin Gallery (RMG) mehr als 1000 Werke, darunter Gemälde, Zeichnungen, Skulpturen und Drucke von den Mitgliedern der Painters Eleven. Die Sammlung umfasst auch Werke, die vor und nach der aktiven Zeit von P11 zwischen 1953 und 1960 entstanden sind. Die RMG präsentiert regelmäßig Ausstellungen, in denen die Werke der Gruppe mit Werken anderer Künstlerinnen und Künstler in einen Kontext gestellt werden, um unterschiedliche Ästhetiken oder Themen zu beleuchten.
Außerdem beherbergt die Robert McLaughlin Gallery die Thomas Bouckley Collection, eine Sammlung historischer Fotos, die ursprünglich von dem Oshawa-Historiker und Sammler Thomas Bouckley zusammengestellt wurde. Sie besteht aus über 3500 Fotos, die die visuelle Geschichte des Ortes und der Region widerspiegeln.